# 이돈구 (아이스하키 선수)
이돈구(李燉九, 1988년 2월 7일~)는 대한민국의 아이스하키 선수로 포지션은 수비수이다. 현재 아시아리그 아이스하키의 HL 안양 소속으로 뛰고 있다.